# Застава Гвинеје
Застава Гвинеје је усвојена 10. новембра 1958. године.
На застави се користе панафричке боје, црвена, жута и зелена са циљем да се прикаже јединственост са регионом. Боје су распоређене у три вертикалне пруге. На застави није приказан грб. Пошто је ова земља била француска колонија сматра се да су од Француза преузете верикалне пруге. 